# Ташчишма (приток Сюни)
Ташчишма — река в России, протекает в Башкортостане и Татарстане. Левый приток реки Сюнь.

## Описание
Длина реки составляет 11 км. Исток находится на крайнем востоке Азнакаевского района РТ, в лесном массиве заказника «Чатыр-Тау» (участок заказника в правобережье р. Ик). Направление течения — северо-восточное.
От истока река сразу попадает в Шаранский район РБ. Далее в верховьях протекает через деревню Бухара, в низовьях — через сросшиеся сёла Верхние- и Нижние Ташлы. Сразу за сёлами впадает в Сюнь в 146 км от её устья по левому берегу. Основной приток — Кугарчинбуляк (пр).
В устьевой части реку пересекает автодорога Бакалы — Туймазы.
В бассейне реки также расположены село Кугарчи-Буляк и деревня Таш-Чишма.

## Данные водного реестра
По данным государственного водного реестра России относится к Камскому бассейновому округу, водохозяйственный участок реки — Белая от города Бирск и до устья, речной подбассейн реки — Белая. Речной бассейн реки — Кама.
Код водного объекта в государственном водном реестре — 10010201612111100026589.